# It’s My Life (singel Bon Jovi)
It’s My Life – singel zespołu Bon Jovi wydany w 2000 za pośrednictwem wytwórni Island Records, promujący album Crush. Autorami utworu są Jon Bon Jovi, Richie Sambora i Max Martin. Paul Anka nagrał cover utworu i umieścił go w albumie Rock Swings (2005).
Sambora w utworze używa sprzętu zwanego talkbox, modulującego głos – za pomocą urządzenia powstał główny motyw instrumentalny piosenki. Utwór w swoim tekście odwołuje się do wydanego w 1986 „Livin’ on a Prayer”, a także do utworu „My Way”, autorstwa Franka Sinatry.
Reżyserem teledysku do utworu jest Wayne Isham. W filmie udział wzięli m.in. Will Estes i Shiri Appleby.

## Spis utworów
Sporządzono na podstawie materiału źródłowego.
1. „It’s My Life” – 3:45
2. „Hush” (Demo) 3:48
3. „You Can’t Lose At Love” (Demo) – 4:41
4. „Someday I’ll Be Saturday Night” (Live)

## Pozycje na listach przebojów
| Lista                           | Pozycja |
| ------------------------------- | ------- |
| Australian ARIA Singles Chart   | 5       |
| Austrian Singles Chart          | 1       |
| Belgian (Flemish) Singles Chart | 1       |
| Belgian (Wallon) Singles Chart  | 6       |
| Canadian Singles Chart          | 17      |
| Dutch Singles Chart             | 1       |
| European Hot 100                | 1       |
| Finlandia                       | 6       |
| French Singles Chart            | 14      |
| German Singles Chart            | 2       |
| Irish Singles Chart             | 5       |
| Włochy                          | 1       |
| Norwegian Singles Chart         | 3       |
| Swedish Singles Chart           | 2       |
| Swiss Singles Chart             | 1       |
| UK Singles Chart                | 3       |
| Billboard Hot 100               | 33      |
| Billboard Mainstream Top 40     | 14      |
| Billboard Adult Top 40          | 11      |